# Ameisensäure-sec-butylester
Ameisensäure-sec-butylester ist eine chemische Verbindung aus der Gruppe der Carbonsäureester.

## Gewinnung und Darstellung
Ameisensäure-sec-butylester kann durch Reaktion von sec-Butylalkohol mit Ameisensäure in Dichlormethan in Gegenwart von Boroxid gewonnen werden.

## Eigenschaften
Ameisensäure-sec-butylester ist eine Flüssigkeit, die wenig löslich in Wasser ist.

## Verwendung
Ameisensäure-sec-butylester kann als Aromastoff verwendet werden.